# Love in Space
Para la película Hong Kong de 2011, véase Love in Space (película).
Love in Space es un álbum en vivo de la banda rock espacial Hawkwind. Fue grabado en 1995 durante la gira de la banda para promover el álbum de "Alien 4", y publicado el 20 de mayo de 1996.

## Lista de canciones

### Disco uno
1. "Abducted" (Ron Tree, Dave Brock) – 2:53
2. "Death Trap" (Robert Calvert, Brock) – 4:42
3. "Wastelands" [aka "Wastelands of Sleep"] (Brock) – 1:35
4. "Are You Losing Your Mind?" (Tree, Brock, Alan Davey, Richard Chadwick) – 3:08
5. "Photo Encounter" (Brock) – 2:16
6. "Blue Skin" (Tree, Brock, Davey, Chadwick) – 6:56
7. "Sputnik Stan" (Davey) – 10:20
8. "Robot" (Calvert, Brock) – 7:38
9. "Alien (I Am)" (Brock) – 8:52

### Disco dos
1. "Xenomorph" (Tree, Davey) – 5:16
2. "Vega" (Davey) – 3:33
3. "Love in Space" (Brock) – 9:43
4. "Kapal" (Brock, Davey, Chadwick) – 6:05
5. "Elfin" (Davey) – 2:09
6. "Silver Machine" (Calvert, Brock) – 3:35
7. "Welcome to the Future" (Calvert) – 2:10
8. "Assassins" [aka "Hassan-i-Sabah" (Calvert, Paul Rudolph) / "Space Is Their (Palestine)" (Brock)] – 8:40

### Canciones extra Atomhenge
1. "Love in Space" (Brock) [Versión Estudio]
2. "Lord of Light" (Brock) [Vivo]
3. "This Is Hawkwind Sonic Attack" (Michael Moorcock, Brock) [re-mix]

## Personal
- Ron Tree: voz
- Dave Brock: guitarra, voz, teclados
- Alan Davey: bajo, voz
- Richard Chadwick: batería
- Liam Yates y Michelle Gaskell: bailarines
- Kris Tait y Wango Riley: tragafuegos

## Créditos
- Producido por Hawkwind y Paul Cobbold.
- Diseñado por Paul Cobbold.
- Grabado en 1995 durante la gira Alien 4